# Чашин, Юрий Петрович
Юрий Петрович Чашин (16 октября 1940, Москва) — советский футболист.

## Биография
Родился в 1940 году в Москве. В годы Великой Отечественной войны вместе с родителями эвакуировался в Пермь.
Воспитанник пермского СК «Звезда». В её составе выиграл зональный турнир чемпионата СССР. Входил в юношескую сборную страны. Вместе с
Львом Бурчалкиным, Олегом Сергеевым, Немесио Посуэло участвовал в международных матчах.
В 1962—1963 сыграл 18 матчей в Высшей лиге за куйбышевские «Крылья Советов». За пермскую «Звезду» играл 11 сезонов. После окончания карьеры игрока работал тренером. Среди его воспитанников — Сергей Дёмин, Юрий Бурдин, Виктор Архапчев, Виктор Демидов, Андрей Боглаевский.